# Ahmad Nivins
Ahmad Naadir Nivins (Jersey City, 10 febbraio 1987) è un ex cestista e allenatore di pallacanestro statunitense.

## Carriera
È stato selezionato dai Dallas Mavericks al secondo giro del Draft NBA 2009 (56ª scelta assoluta).
Ha segnato 28 punti in 23 minuti nell'All-Star Game francese del 2014.